# Helen Gourlay Cawley
Helen Gourlay Cawley, född 23 december 1946 i Launceston, Tasmanien, är en australisk högerhänt tidigare professionell tennisspelare som nådde störst framgångar i dubbel.

## Tenniskarriären
Helen Gourlay spelade internationell tävlingstennis på toppnivå under hela 1970-talet. Hon deltog i Grand Slam (GS) -turneringar 1971-80 och vann fem titlar, samtliga i dubbel. Hon deltog dessutom i fyra GS-finaler, varav två i singel.
Sin första GS-final i singel spelade Helen Gourlay 1971 i Franska öppna. Hon förlorade finalmatchen mot landsmaninnan Evonne Goolagong (3-6, 5-7). År 1977 nådde Gourlay finalen i Australiska öppna, där hon åter fick ge sig mot Evonne Goolagong som vann med 6-3, 6-0.
Sina största framgångar nådde Helen Gourlay i dubbel. Hon vann Australiska öppna fyra gånger, första gången 1972 tillsammans med Kerry Harris. Den andra dubbeltitel i mästerskapet vann hon 1976 tillsammans med Evonne Goolagong. År 1977 vann hon titeln i par med Dianne Balestrat. I den finalen besegrades paret Kerry Reid/Betsy Nagelsen med 5-7, 6-1, 7-5. I Wimbledonmästerskapen 1977 spelade Gourlay i par med amerikanskan JoAnne Russell. I dubbelfinalen besegrade de Martina Navratilova/Betty Stöve. I december 1977 spelades åter Australiska öppna. Gourlay i par med Evonne Goolagong nådde åter finalen vilken dock aldrig spelades på grund av regn. I stället delades segern med finalmotståndarna Kerry Reid/Ramona Guerrant.
Helen Gourlay deltog i det australiska Fed Cup-laget 1972 och 1975. Hon spelade totalt 11 matcher för laget och vann 6 av dessa.

## Grand Slam-titlar
- Australiska öppna
  - Dubbel - 1972, 1976, 1977, 1977-78 (delad seger)
- Wimbledonmästerskapen
  - Dubbel - 1977